# Carl Lützow
Carl Lützow, také Karel Lützow (celým jménem s titulem česky Karel hrabě Lützow na Drei-Lützow a Seedorfu, německy Carl Graf von Lützow zu Drei-Lützow und Seedorf, 24. září 1830 Benátky – 5. ledna 1892 tamtéž), byl moravský šlechtic z hraběcího rodu Lützowů, velkostatkář v Kravsku a poslanec Moravského zemského sněmu.

## Životopis
Jeho otec hrabě Rudolf von Lützow byl c. k. rakouským komorníkem a tajným radou a před rokem 1848 velvyslancem v Papežském státě, matka byla hofmistryní císařovny Charlotty Mexické. Jeho synovcem byl František Lützow. V roce 1858 se v Benátkách oženil s hraběnkou Karolinou Marií Chotkovou (1837–1901). Působil jako důstojník v armádě, stal se čestným rytířem Řádu maltézských rytířů.
Do politiky vstoupil jako spojenec konzervativního hraběte Ferdinanda Spiegel-Diesenberga z Višňového, s nímž podporoval federalistické kandidáty (Špatinku v roce 1871 do Moravského zemského sněmu, a Purcnera v roce 1879 do Říšské rady).
V roce 1878 nahradil Ferdinanda Spiegela-Diesenberga ve velkostatkářské kurii Moravského zemského sněmu. Na sněmu nikdy nepromluvil a o 8 let později rezignoval. Nahradil ho Spiegelův syn Ferdinand August.
Zemřel v rodných Benátkách v roce 1892. Je pohřben i s manželkou v hřbitovní kapli v Příměticích.